# SL Benfica (futsal)
Sport Lisboa e Benfica je futsal momčad šprtskog društva SL Benfica iz Lisabona. Iako osnovana 2001., Benfica je ubrzo postala jedan od najvećih portugalskih klubova te prvi koji je osvojio UEFA Futsal Cup.

## Uspjesi
- Portugalsko prvenstvo
  - prvak: 2003., 2005., 2007., 2008., 2009., 2012., 2015.
  - doprvak: 2002., 2004., 2006., 2010., 2011., 2013.

- Portugalski kup
  - pobjednik: 2003., 2005., 2007., 2009., 2012., 2015.
  - finalist: 2006., 2010., 2011., 2014.

- Portugalski superkup
  - pobjednik: 2003., 2006., 2007., 2009., 2011., 2012., 2015.
  - finalist: 2005., 2008.

- Taça de Honra AF Lisboa
  - pobjednik: 2014.

- UEFA Futsal Cup
  - pobjednik: 2010.
  - finalist: 2004.

- Kup pobjednika kupova
  - finalist: 2004., 2007.

- Iberijski kup
  - pobjednik: 2004.
  - finalist: 2006.

## Poznati igrači
- Bebé
- Ricardinho
- Joel Queirós
- Arnaldo Pereira
- Gonçalo Alves
- Pedro Costa
- André Lima
- César Paulo

## Poveznice
- sl.benfica.pt, službene stranice športskog društva
- Benfica - športsko društvo
- Benfica - nogomet
- Benfica - košarka
- Benfica - hokej na koturaljkama
- Benfica - odbojka
- Benfica - rukomet
- Sporting Clube de Portugal (futsal)